# 杜台卿
杜 台卿（と だいけい、生没年不詳）は、中国の北斉から隋にかけての学者。字は少山。本貫は博陵郡曲陽県。

## 経歴
北斉の衛尉卿の杜弼の子として生まれた。北斉に仕えて、奉朝請となり、司空西閤祭酒・司徒戸曹・著作郎・中書黄門侍郎を歴任した。武平末年に国子祭酒・尚書左丞となった。北周の武帝が北斉を平定すると、台卿は召し出されなかったので、郷里に帰って『礼記』・『春秋』を子弟に講義した。581年、隋が建国されると、召されて入朝した。『玉燭宝典』12巻を完成させて上奏した。台卿は耳が聞こえなくなり、通常の官職に耐えられないとして、国史の修撰にあたらせるよう願い出た。文帝はこれを許し、台卿は著作郎に任じられた。594年、隠退を願い出て許され、本官のまま邸に帰された。数年後、家で死去した。著に『集』15巻、『斉記』20巻があった。
子はなかった。
兄の杜蕤（字は子美）も学問で知られ、北斉の末年に大理少卿・散騎常侍となり、隋に仕えて開州刺史となった。
陸法言『切韻』が参照した韻書のひとつに杜台卿『韻略』がある。

## 伝記資料
- 『北斉書』巻二十四 列伝第十六
- 『隋書』巻五十八 列伝第二十三
- 『北史』巻五十五 列伝第四十三